# La Navarraise
La Navarraise (La navarresa) és una òpera en dos actes amb música de Jules Massenet i llibret en francès de Jules Claretie i Henri Cain, basat en el conte curt La Cigarette de Claretie. Va ser estrenada al Covent Garden de Londres el 20 de juny de 1894, amb Emma Calvé en el paper principal,femení i Albert Raymond Alvarez en el masculí.

## Origen i context
La Navarraise és una òpera curta, que amb prou feines arriba als tres quarts d'hora, però que va tenir a Massenet ocupat durant dos anys. La va escriure per a la gran Emma Calvé i el compositor la va dedicar a la seva muller. L'estiu de 1893, Massenet va escriure La Navarraise a Avinyó. El 24 de novembre de 1893, Louise-Constança Grezy, anomenada Ninon, esposa del compositor, va escriure a la seva filla que Jules havia completat l'òpera el mateix matí i li prega de no fer córrer la notícia.

## Representacions
L'estrena va tenir lloc al Covent Garden de Londres el 20 de juny de 1894 i va comptar amb la presència del Príncep de Gal·les com a principal reclam per a l'aristocràtica audiència del dia de l'estrena, entre la qual no es trobava Massenet que s'estimava més defugir els actes multitudinaris. L'èxit a Londres va ser notable, en particular per la gran interpretació d'Emma Calvé. Això va fer que l'òpera es representés immediatament a Brussel·les i a París (Opéra Comique), però a Paris va ser acollida amb fredor. ·  Tampoc va ser gaire ben rebuda el 6 de febrer de 1896 a la Scala de Milà. ·  Després de la Primera Guerra Mundial, els teatres d'òpera poques vegades l'han recuperat.

## Argument

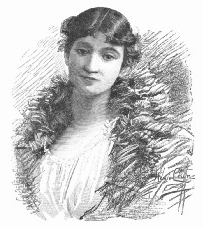
Emma Calvé va crear el paper d'Anita

Anita i el sergent Araquil estan enamorats, ella és una jove navarresa orfe que no és ben vista pel pare d'Araquil, Remigio, que exigeix a la noia una dot de dos mil duros, sabent que ella no els té i, per tant, impossibilitant la unió de la parella. Anita, decidida a aconseguir els diners, es presenta al general Garrido i li proposa matar Zucarraga, el cap dels enemics carlins, a canvi de la suma de la dot. Anita torna ensangonada per cobrar la feina, després d'haver matat a Zucarraga, enganyant-lo i dient-li que volia fer l'amor amb ell. Es troba, però, que els soldats porten ferit de mort a Araquil que, creient per un malentès d'una informació errònia que el soldat que acompanya a Anita al camp enemic li passa a ell i creient que ella l'ha traït, surt a buscar-la sent mortalment ferit. Araquil mor maleint a Anita i aquesta completament enfollida i rica, cau juntament amb el teló.